# Équipe cycliste Atala
L'équipe cycliste Atala est une équipe cycliste sur route italienne, qui a existé entre 1908 et 1989 (avec des interruptions),,,,,,,,,,,,,,,,.
Son histoire peut être divisée en trois parties distinctes.
Depuis sa fondation en 1908 jusqu'en 1919, les principaux cyclistes sont Luigi Ganna, Carlo Galetti et Dario Beni. Atala remporte l'édition 1912 du Tour d'Italie, disputée par équipes. Elle est composée de Galetti, Eberardo Pavesi et Giovanni Micheletto. Ganna, un membre de l'équipe au départ a abandonné au cours de la cinquième étape.
De 1946 à 1962, l'équipe est emmenée par Vito Taccone, Giancarlo Astrua, Bruno Monti et Antonino Catalano.
En 1978, l'équipe réapparaît. Elle s'appelle dans un premier temps Intercontinentale Assicurazioni, puis Sapa Assicurazioni-Frontini et Magniflex-Olmo. En 1982, elle adopte à nouveau le nom d'Atala, jusqu'en 1989, l'année où elle disparaît.

## Histoire de l'équipe
Le sponsor principal est le fabricant de bicyclette Atala (it), fondé à Milan en 1908 par Angelo Gatti, ancien dirigeant des vélos Bianchi. En 1908, Atala sponsorise quelques coureurs italiens. La société sponsorise une équipe presque sans interruptions jusqu'en 1962. Atala revient dans les pelotons en 1982 — pour prendre la suite de l'équipe Sapa Assicurazioni-Frontini — et ce jusqu'en 1989. Le maillot de l'équipe est gris et bleu.

## Principales victoires

### Compétitions internationales
Contrairement aux autres courses, les championnats du monde sont disputés par équipes nationales et non par équipes commerciales.
- Championnats du monde sur piste : 5
  - Course aux points : Urs Freuler (1983, 1984 et 1985)
  - Keirin : Urs Freuler (1983 et 1985)

### Classiques
- Milan-San Remo : Luigi Ganna (1909) et Pierino Gavazzi (1980)
- Tour d'Émilie : Eberardo Pavesi (1909), Luigi Ganna (1910), Alfonso Calzolari (1913), Luciano Maggini (1951), Bruno Monti (1956 et 1957), Pierino Gavazzi (1981 et 1982) et Ezio Moroni (1984)
- Tour du Piémont : Bartolomeo Aimo (1923), Vito Taccone (1962), Marino Amadori (1981) et Gianni Bugno (1986)
- Tour de Vénétie : Luigi Casola (1950), Luciano Maggini (1954), Adolfo Grosso (1955) et Pierino Gavazzi (1982)
- Grand Prix de l'industrie et du commerce de Prato : Arrigo Padovan (1951), Luciano Maggini (1952), Danilo Barozzi (1954 et 1956) et Pierino Gavazzi (1984) et Ezio Moroni (1985)
- Coppa Bernocchi : Luigi Casola (1951)
- Milan-Turin : Luciano Maggini (1953)
- Tour des Apennins : Aurelio Cestari (1957), Gianni Bugno (1986 et 1987)
- Tour de Lombardie : Vito Taccone (1961)
- Paris-Bruxelles : Pierino Gavazzi (1980)
- Trois vallées varésines : Pierino Gavazzi (1982 et 1984)
- Tour de Toscane : Ezio Moroni (1985)
- Grand Prix de l'industrie et de l'artisanat de Larciano : Pierino Gavazzi (1981 et 1985)
- Trophée Matteotti : Pierino Gavazzi (1985)
- Tour du Frioul : Gianni Bugno (1986)
- Coppa Sabatini : Gianni Bugno (1987)

### Courses par étapes
- Tour de la province de Reggio de Calabre : Sergio Pagliazzi (1949), Luciano Maggini (1951 et 1953) et Pierino Gavazzi (1983)

### Championnats nationaux
- Championnats d'Italie sur route : 2
  - Course en ligne : 1948 (Vito Ortelli) et 1982 (Pierino Gavazzi)
- Championnats d'Italie sur piste : 2
  - Poursuite : 1949 (Antonio Bevilacqua) et 1989 (Silvio Martinello)

## Résultats sur les grands tours
| - Tour de France - 1 participation (1909) - 0 victoire d'étape - 0 victoire finale - 0 classement annexe | - Tour d'Italie - 33 participations (1909, 1910, 1912, 1914, 1923, 1932, 1948, 1949, 1950, 1951, 1952, 1953, 1954, 1955, 1956, 1957, 1958, 1959, 1960, 1961, 1962, 1978, 1979, 1980, 1981, 1982, 1983, 1984, 1985, 1986, 1987, 1988, 1989) - 60 victoires d'étapes - 3 en 1909 - 7 en 1910 - 3 en 1912 - 3 en 1948 - 3 en 1949 - 3 en 1951 - 1 en 1954 - 3 en 1955 - 3 en 1956 - 3 en 1957 - 4 en 1959 - 1 en 1961 - 1 en 1978 - 1 en 1980 : Pierino Gavazzi - 3 en 1981 - 3 en 1982 - 3 en 1983 - 4 en 1984 - 4 en 1985 - 3 en 1987 - 1 en 1988 - 3 victoires finales - Luigi Ganna : 1909 - Carlo Galetti : 1910 - Atala (Carlo Galetti, Giovanni Micheletto, Eberardo Pavesi) : 1912 - 8 classements annexes - Grand Prix de la montagne : Vito Taccone (1961) - Classement par points : Urs Freuler (1984) - Classement par équipes : 1909, 1910, 1912, 1955, 1956 et 1959 |